# Alcyonium ceylonense
Alcyonium ceylonense är en korallart som beskrevs av May 1899. Alcyonium ceylonense ingår i släktet Alcyonium och familjen läderkoraller. Inga underarter finns listade i Catalogue of Life.